# 临夏东公馆
临夏东公馆位于中国甘肃省临夏回族自治州临夏市，原为西北军阀马步青修筑的宅邸。2013年3月时，“临夏东公馆与临夏蝴蝶楼”登录为第七批全国重点文物保护单位。。